# Minisink
Minisink es un pueblo ubicado en el condado de Orange en el estado estadounidense de Nueva York. En el año 2000 tenía una población de 3,585 habitantes y una densidad poblacional de 59.9 personas por km².

## Geografía
Minisink se encuentra ubicado en las coordenadas 41°20′3″N 74°32′45″O / 41.33417, -74.54583. Según la Oficina del Censo, la ciudad tiene un área total de 60 km² (23,2 mi²), de la cual 59,8 km² (23,1 mi²) es tierra y 0,2 km² (0,1 mi²) (0.39%) es agua.

## Demografía
Según la Oficina del Censo en 2000 los ingresos medios por hogar en la localidad eran de $55,561, y los ingresos medios por familia eran $58,906. Los hombres tenían unos ingresos medios de $36,912 frente a los $28,750 para las mujeres. La renta per cápita para la localidad era de $20,967. Alrededor del 5.8% de la población estaban por debajo del umbral de pobreza.